# Jordan 194
Jordan 194 – samochód Formuły 1, zaprojektowany przez Gary'ego Andersona i Andrew Greena na sezon 1994 dla zespołu Jordan Grand Prix. Samochód napędzały jednostki Hart 1035, rozwinięta wersja silników z roku 1993. Samochodem z numerem 14 jeździł Rubens Barrichello, a samochodem z numerem 15 - Eddie Irvine (w jego zastępstwie również Aguri Suzuki i Andrea de Cesaris). Kierowcą testowym był Kelvin Burt. Głównym sponsorem był Sasol, pozostałymi Arisco, rząd Irlandii i mniejsi sponsorzy.
W związku z zakazem używania od sezonu 1994 aktywnego zawieszenia, automatycznych skrzyń biegów czy kontroli trakcji, Jordan zmodyfikował samochód. Użyto półautomatycznej skrzyni biegów i zawieszenia z podwójnymi łącznikami poprzecznymi. Jordan uważał, że uproszczenie przepisów pozwoli na tak udany sezon, jak w 1991 roku. Istotnie, obniżony airbox i opadnięty przedni spojler nawiązywały do konstrukcji Jordana 191.
Sezon rozpoczął się bardzo udanie, od czwartego miejsca Barrichello w Grand Prix Brazylii. W tym samym wyścigu Irvine został uznany za winnego spowodowania kolizji z Josem Verstappenem i Martinem Brundlem i pomimo apelacji zespołu został zawieszony na trzy wyścigi.
Podczas Grand Prix Pacyfiku Irvine'a zastąpił Aguri Suzuki. W tym wyścigu Barrichello zdobył trzecie miejsce, co było pierwszym podium w historii zespołu Jordan Grand Prix. Podczas treningów do Grand Prix San Marino Barrichello miał groźnie wyglądający wypadek, ale nic poważnego mu się nie stało. W Grand Prix Monako zastępujący Irvine'a Andrea de Cesaris zdobył czwarte miejsce. Taką samą pozycję Barrichello zdobył jeszcze w Grand Prix Wielkiej Brytanii, Włoch, Portugalii i Australii. Podczas deszczowych kwalifikacji do Grand Prix Belgii Barrichello zdobył pole position, stając się ówcześnie najmłodszym kierowcą z tym osiągnięciem (rekord ten pobili później Fernando Alonso i Lewis Hamilton). W wyścigu kierowca ten odpadł na skutek błędu podczas dublowania wolniejszego kierowcy.
Dla Irvine'a sezon nie był tak udany, zdobył on zaledwie 6 punktów (Barrichello - 19). Łącznie kierowcy Jordana zdobyli 28 punktów i ukończyli sezon na piątym miejscu w klasyfikacji konstruktorów, za "wielką czwórką" - Williamsem, Benettonem, Ferrari i McLarenem.
Podczas Grand Prix Francji Jordan umieścił na swoim samochodzie napis informujący o wyniku meczu Mistrzostw Świata w Piłce Nożnej (Ireland 1 Italy 0). Podczas Grand Prix Włoch zespół potwierdził, że w 1995 roku będzie korzystał z silników Peugeot.

## Wyniki
| Legenda oznaczeń w tabelach wyników Wyświetl szablon na nowej stronie | Legenda oznaczeń w tabelach wyników Wyświetl szablon na nowej stronie                                                                     |
| Oznaczenie                                                            | Wyjaśnienie |
| --------------------------------------------------------------------- | --- |
| Złoty                                                                 | Zwycięzca lub mistrzostwo |
| Srebrny                                                               | 2. miejsce lub wicemistrzostwo |
| Brązowy                                                               | 3. miejsce lub II wicemistrzostwo |
| Zielony                                                               | Ukończył, punktował (w klasyfikacji generalnej, gdy zdobył co najmniej jeden punkt na przestrzeni sezonu, poza trzema powyższymi opcjami) |
| Niebieski                                                             | Ukończył, nie punktował (w klasyfikacji generalnej, gdy nie zdobył co najmniej jednego punktu na przestrzeni sezonu)                      |
| Czerwony                                                              | Nie zakwalifikował się (NZ) |
| Czerwony                                                              | Nie prekwalifikował się (NPK) |
| Różowy                                                                | Nie ukończył (NU) |
| Różowy                                                                | Niesklasyfikowany (NS) (w klasyfikacji generalnej, gdy nie został sklasyfikowany w żadnym wyścigu sezonu)                                 |
| Czarny                                                                | Zdyskwalifikowany (DK) |
| Czarny                                                                | Wykluczony (WYK/EX) |
| Biały                                                                 | Nie wystartował (NW) |
| Biały                                                                 | Kontuzjowany (K/INJ) |
| Biały                                                                 | Wyścig odwołany (OD/C) |
| Bez koloru                                                            | Został wycofany (WYC/WD) |
| Bez koloru                                                            | Nie przybył (NP/DNA) |
| Bez koloru                                                            | Nie brał udziału w treningach (NT/DNP) |
| Bez koloru                                                            | Nie został zgłoszony (–) |
| Pogrubienie                                                           | Start z pole position |
| Kursywa                                                               | Najszybsze okrążenie wyścigu |
| †                                                                     | Nie ukończył, ale jego rezultat został zaliczony ze względu na przejechanie więcej niż 90% dystansu wyścigu.                              |
| *                                                                     | Sezon w trakcie |
| 1/2/3                                                                 | Punktowana pozycja w sprincie kwalifikacyjnym                                                                                             |
| Lista systemów punktacji Formuły 1                                    | |

| Sezon | Zespół | Silnik | Opony | Kierowcy           | 1   | 2   | 3   | 4   | 5   | 6   | 7   | 8   | 9   | 10  | 11  | 12  | 13  | 14  | 15  | 16  | Pkt. | Msc. |
| ----- | ------ | ------ | ----- | ------------------ | --- | --- | --- | --- | --- | --- | --- | --- | --- | --- | --- | --- | --- | --- | --- | --- | ---- | ---- |
| 1994  | Jordan | Hart   | G     |                    | BRA | PAC | SMR | MCO | ESP | CND | FRA | GBR | DEU | HUN | BEL | ITA | POR | EUR | JPN | AUS | 28   | 5    |
| 1994  | Jordan | Hart   | G     | Rubens Barrichello | 4   | 3   | NZ  | NU  | NU  | 7   | NU  | 4   | NU  | NU  | NU  | 4   | 4   | 12  | NU  | 4   | 28   | 5    |
| 1994  | Jordan | Hart   | G     | Eddie Irvine       | NU  |     |     |     | 6   | NU  | NU  | NU  | NU  | NU  | 13  | NU  | 7   | 4   | 5   | NU  | 28   | 5    |
| 1994  | Jordan | Hart   | G     | Aguri Suzuki       |     | NU  |     |     |     |     |     |     |     |     |     |     |     |     |     |     | 28   | 5    |
| 1994  | Jordan | Hart   | G     | Andrea de Cesaris  |     |     | NU  | 4   |     |     |     |     |     |     |     |     |     |     |     |     | 28   | 5    |